# 神戸市バス

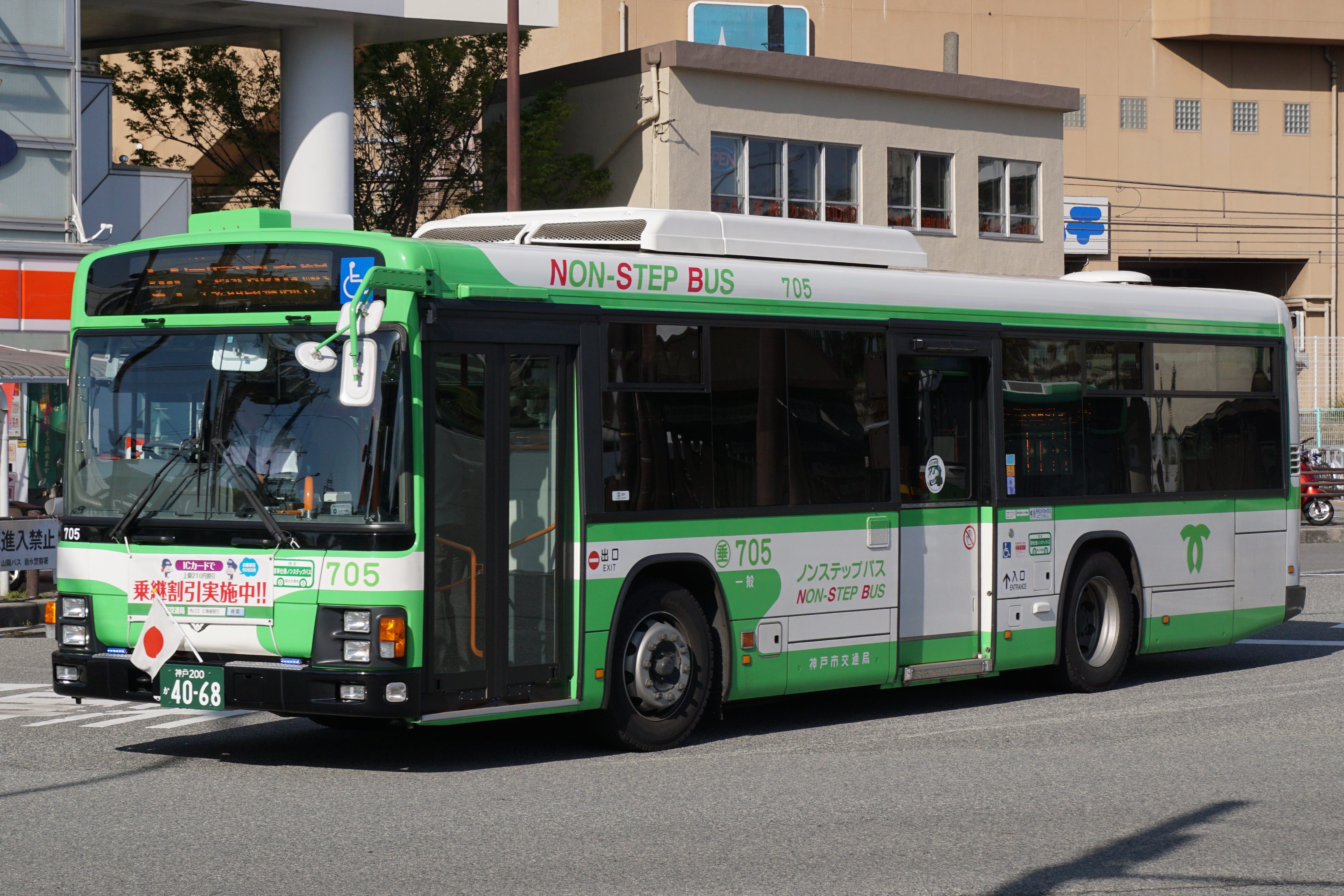
神戸市バス

神戸市バス（こうべしバス）は、神戸市交通局が運営するバス（公営バス）事業である。
昭和50年代までは他都市にならって「神戸市営バス」と表現していたが、市民の間では（「営」を付けない）「神戸市バス」の名が定着し、現在では「神戸市バス」で統一されている。これは、市街地路線を中心に、「神戸市電」の廃止路線に代わって「神戸市バス」路線を開設してきたことによる。
なお、かつて神戸市交通局は観光バス事業も運営していたことがあり、これについては「神戸市営観光バス」と（すなわち、「営」を付けて）称していた。しかし、経営改善を理由に廃止された。現在、神姫バスが営業している神戸市内定期観光バスは、神戸市交通局の観光バス事業廃止と同時に運行を開始したものである。
神戸市バスのイメージキャラクターには「ばっしー君」が存在する。

## 概要
神戸市の広域に路線を持ち、単独運行路線のほかに山陽バス・神姫バスと共同運行を行っている路線がある。なお、垂水区の大部分は山陽バスが、北区南部の大部分は阪急バスが、北区北部と西区の大部分は神姫バスがそれぞれ主として運行を行っている。これは、戦後市域を拡張した際に、このエリアが先行して民営バスの営業エリアとなっていたことによるものである。交通局では、市域拡張の際にこれらのエリアにもバス路線を開設したが、近年、赤字経営が続いていた神戸市交通局・市営バス事業の経営改善策の一環として、一部路線（主に、垂水区・西区から、明石駅・西明石駅・大久保駅に乗り入れていた路線）を神姫バスや山陽バスに譲渡した結果、現在の営業エリアとなっている（この結果、明石市内への乗り入れは明舞線の一部区間のみとなった）（明石市に近いバス停と芦屋市に近いバス停はある）
近年、市バス事業および交通局全体の赤字経営体質や累積赤字の増加などが問題となっていることから、様々な経営改善策を実施している。前述の神姫バスや山陽バスへの路線譲渡のほかに、不採算路線の減便・廃止や一部営業所の民間への運営委託などによるコスト削減、小型バスを用いたコミュニティ路線の開設による新たな需要の開拓や、市バス停留所の副呼称の命名権売却（例えば「鷹取町（マルアイ前）」の場合、年間36万円で3年契約を結んでいる。）などによる収入確保が、経営改善策の主な柱となっている。
2009年3月の新聞報道によれば、神戸市バスの運転手の平均年収は980万円であり、「バス事業の累積赤字の拡大も人件費の掛かり過ぎによる一因ではないか」と指摘する声もある。
2014年度の平均年収は800万円程度に落ち着いたが、これは平成20年度以降に新規採用された職員のみに20％の給与カットを実施しており人件費削減に一定の成果が出た結果である。

## 歴史
神戸市の市営交通事業は1917年の神戸市電から始まり、市バス事業が開設されたのは1930年のことである。1930年9月に須磨駅前 - 灘桜口間で1系統の運行が開始され、同年10月までに7路線が開設された。その後も市バスは民営バスの買収などで路線網を拡大し、市内交通の一元化が図られた。
1936年10月に神戸沖で行われた日本海軍による特別大演習の観艦式を機に、神戸市の観光バス事業が開始された。神戸駅前を起点とした観光ルートを設定し、車両も「むこ号」などの愛称が車両ごとに記されるようになった。
戦時体制に入ると燃料事情が悪化し、神戸市でも1938年5月よりガソリンに代わって木炭を代用燃料とした代燃車の運行を開始した。観光バス事業も1940年に休止となった。
神戸市電・市バスの運行と電力事業を行っていた神戸市電気局の電力事業は国策により統制され、交通事業への一本化により1942年5月19日に神戸市交通局となった。1943年に神明自動車の路線を買収したことで、神戸市内路線は市バスに統一された。1945年6月の神戸大空襲により市バスも大規模な被害を受け、稼動車両数は大幅に減少した。
戦後の1947年に有馬郡・明石郡のうち9町村が神戸市へ編入され、拡大した市域に市バス網が拡大されることになり、明石への路線も開設された。旧市街域の路線も復興が進み、1949年までに復旧している。1950年に王子公園・湊川公園で開催の日本貿易産業博覧会（神戸博）に向けた路線拡充も行われた。同年には東灘区にあたる区域の市町村が神戸市へ編入され、この区域にも市バスが進出した。
1951年には戦時中より中断していた定期観光バスが復活し、「まや」「すま」「まいこ」の3両が導入された。「まや」では緑と白の配色と神戸市章・菊水模様をモチーフにしたデザインが採用され、その後の市バスの塗装の原型となった。
地方公営企業法の制定に伴って、神戸市交通局は1952年10月に公営企業として発足した。路線も急行バス、六甲・摩耶・再度山への登山バス、東灘区鴨子ケ原など住宅地へ拡充されたほか、垂水方面や北神地域では民営バスとの共同運行も開始されている。車両のデザインも1953年に観光バスが白とローズグリーンの新色となり、路線バスも従来のグレーと草色の配色から緑と白の菊水模様に変更された。
1950年代後半になると市電はモータリゼーションなどの影響で利用者が減少し、1971年3月をもって市電は全廃となった。市電の代替は市バスで行われることになり、路線網も再編成された。
車掌の人員不足などの影響により、1960年よりワンマン運転が一部路線で開始された。ワンマンカーは当初は前中扉であったが、1971年より前後扉となった。ワンマン方式は当初は前乗り・前払い・後ろ降りであったが、1973年に一部を除き後ろ乗り・前降り・後払いとなった。1990年の61系統（神戸駅南口 - 鈴蘭台間）をもって全路線のワンマン化が完了した。
1973年には電気バスが4台導入されたほか、1975年からは側面方向幕が大型化された。1977年からは冷房車の導入が開始され、1988年には全車が冷房車となった。
1974年には、神戸駅の駅前に地下街と一体化した八角形のバスターミナルが開設された。1976年には神戸市中心部と北部を直結する新神戸トンネルが開通し、トンネル北側の箕谷に駐車場を設けるとともに、箕谷 - 三宮駅前間の64系統でパークアンドライドを本格実施した。
1977年3月には神戸市営地下鉄が新長田 - 名谷間で開通し、1987年3月に西神・山手線新神戸 - 西神中央間が全通、1988年4月からは北神急行電鉄との相互直通運転を開始した。地下鉄の開通で市バス路線網も再編成され、重複路線の整理や長距離路線の短縮が行われた。
神戸沖に建設されていた人工島のポートアイランドへは、島内の公団住宅への入居が開始された1979年より市バスのポートアイランド線が臨時に設定され、1981年の新交通システム「ポートライナー」開通まで運行された。1981年には神戸ポートアイランド博覧会（愛称：ポートピア'81）がポートアイランドで開催され、ポートライナーとともに市バスでも三宮・新神戸と会場を結ぶ観客輸送が行われた。それに先駆け、1980年5月から定期観光バス「ポートピア'81号」がネオプランの2階建てバスにより運行された。
1980年代になると地下鉄延伸で西部のベッドタウン化が進展し、名谷・学園都市・西神中央の各駅を起点としたニュータウン路線が整備された。1989年に神戸市政100周年事業の一環として総合公園「しあわせの村」が開業するのに伴い、三宮・神戸・名谷の各駅からのアクセス路線が開設された。
1983年には三宮へ乗り入れる3路線でバスロケーションシステムを導入、1987年にはこれを発展させた都市新バスシステムが導入された。都市新バスの導入路線は「かもめライン」の愛称が付与され、専用塗装車の導入とバス停の改良、バスレーンの整備などが行われた。
交通事業の経営改善に資することを目的として、交通局が100%出資する神戸交通振興が1984年に設立された。1988年から1990年にかけては、六甲アイランドへ向かう臨時路線が1990年の新交通システム「六甲ライナー」開業まで運行された。
狭隘路線用に1973年の廃車まで運用され保存されていたボンネットバスが1989年に復活し、「こべっこ号」の愛称が付与されるとともに、神戸まつりなどのイベントで登場するようになった。しかし、経年で運転の継続が困難になったことから1993年に中型トラックを改装してボンネットバスを模した車体を載せたレプリカが新造され、「こべっこII世号」と命名された。従来の「こべっこ号」は西区に1990年に新設された車両工場で静態保存されている。
1990年4月からは、都心部の観光地を周遊するレトロ調バス「シティー・ループ」の運転が開始された。
1995年1月17日に発生した阪神・淡路大震災では、兵庫県内の各地で大きな被害を受けた。神戸市内でも鉄道網が寸断される中、市バスは運転再開可能な箇所から順次運転が再開され、地下鉄復旧までの代行バスも運転された。
バリアフリー化の推進のため、1998年よりノンステップバスの導入が開始された。在来車との識別のため、塗装は緑の部分が深緑からライトグリーンに変更されている。当初はフルフラットの3扉車が投入されたが、2000年以降は前中2扉車の導入となった。
2001年7月7日の神戸市営地下鉄海岸線開業などに伴って、バス路線の重複解消、路線短縮などの再編が行われた。2005年には西神地区の5路線が神姫バスに移譲され、神戸市バスの明石駅・大久保駅への乗り入れが無くなった。
定期観光バス事業も2002年3月をもって廃止され、定期観光バスは神姫バスに継承された。シティー・ループも2003年4月に神戸交通振興へ移管された。

## 料金制度と乗降方法
神戸市では「運賃」ではなく「料金」と呼んでいる。
すべての路線・車両で、乗降方式は後（中）乗り前降りである。料金は後払いで下車時に支払う。料金箱は、後述する「普通区」「近郊区」の区別に関わらず両替方式のため、ちょうどの料金がない場合は、事前に料金箱に備え付けられている両替機で両替する必要がある。これは1973年2月25日に、前乗り（車掌添乗車を除く）後（中）降り先払いを基本とする方式から変更されたものである。
料金体系は、「普通区」と「近郊区」に大きく分けられる。前者は、大人料金230円の均一運賃だが、後者は乗車区間により料金が異なる。
近郊区と普通区をまたがって運行するバスは、境界停留所より普通区寄りの区間のみを利用する場合、大人料金は230円の普通区料金となる。普通区のみで使用できる乗車カード・定期券類も利用できる。なお、近郊区から普通区に乗り入れてくるバスは、整理券が発行されているので、近郊区のみの乗車でも受け取る必要がある（逆に普通区から近郊区に乗り入れるバスの場合、近郊区に入ってからの料金境界の関係で、普通区内でも整理券を発行する区間と発行しない区間がある）。
近郊区は、民間バス会社がメインで運行しているエリアに乗り入れるバス、また比較的長距離を走行するバスが該当する。
また、近郊区の1つとして山陽バス共用区間である「山陽均一区」がある。主に垂水営業所が担当している。当該地区で運用される垂水営業所所属車両すべてと、15系統で運行する落合営業所所属の一部車両は、2014年11月30日まで「つり銭方式」だったが、2014年12月1日より他系統に併せ、「両替方式」に統一された。
山陽共用区を含む近郊区を走行するバスには、整理券発行機、磁気カード乗車用カードリーダライターを備えた車両が使用される。なお、普通区でも、これら装備を備えた車両が運用されることもある。ICカード乗車用カードライターについては、近郊区・普通区とも全車両に備えられている。なお、停留所案内装置は、近郊区で運用されるときには整理券番号ごとの料金が表示できるように対応されていたり、垂水営業所所属車両は一般的な整理券番号式料金表示を備えるなど、それぞれの料金制度に対応した機器が搭載されていたが、2008年の機器更新で全車両がLCDパネル式に置き換えられ、機器統一が図られるとともに、近郊区運用時の料金表示欄が拡大し、見やすくなった。均一区運用のときは、料金表示欄は「大人230円・小児120円」で固定表示となる。
幼児料金は、大人または小児1人につき2人まで無料となる。小児料金は、大人料金の半額で、5円の端数は10円に切り上げる。
2008年9月1日から、ICカードPiTaPa、ICOCAでの料金支払いに対応した。PiTaPaでは、利用額割引が受けられるが、地下鉄とバスは別々に利用額が計算される。ICOCAでは、2021年４月から、市バス・山陽バスの１か月の乗車料金に応じてポイントが貯まり、翌月以降の乗車料金として利用できる神戸市バス・山陽バス共通乗車ポイントサービスを導入している。全国相互利用サービスには2017年4月15日より対応を開始した。またICカード利用時には1乗車目の降車から2乗車目の乗車まで30分以内に連続して市バスを乗り継ぐ場合に最大230円の割引が適用される制度がある。ICカード利用時には近郊区・普通区ともに、乗車時と降車時にカードリーダライターにカードをかざす必要がある。
普通区の定期券は、2002年7月1日から、普通区全線で共通利用が可能になった（それまでは単一系統全区間のみ利用可能で、複数系統利用の定期券にする場合は割増されていた）。また、普通区のIC定期券は、神姫バス（市内230円均一区間に限る）でも利用が可能である。

### 神戸市敬老福祉乗車証
高齢者人口と発行枚数の増加による現役世代への負担増大から、「神戸市敬老優待乗車制度検討懇話会」で話し合いが持たれ、「敬老優待乗車制度検討懇話会報告書」がまとめられた。
これを受け、市バスにおいても、2008年10月1日から、原則として、利用ごとに割引料金を収受することとなり、敬老福祉乗車証のチェックおよび利用実績集計と、割引料金の引き去りが同時におこなえるPiTaPa仕様のプリペイド式非接触ICカード採用され、市バス利用者は、1回につき普通区・近郊区とも、大人普通料金とは関係なく、50円がカードのプリペイド分より引き落とされることになった。
このシステム導入にあわせて、すでにICカードシステム導入済みの神姫バスに加え、新たに阪急バス唐櫃営業所と神鉄バス、阪神電鉄バス（現：阪神バス）が、2008年10月1日よりPiTaPaを導入した。なお山陽バスでも、2009年4月1日にPiTaPaが導入されたことにより、福祉乗車証をタッチすれば、50円分の運賃が自動的に徴収されるようになった（二見線については、通常運賃が徴収される）。
なお2010年10月1日より小児料金または100円（2014年4月1日からは110円）のどちらか安い方の料金が引き去られるようになった後、2020年10月1日よりすべて小児料金が引き去られるようになった。

### エコファミリー制度
神戸市の環境政策の一環として、バス路線については、市バス全線において、エコファミリー制度が制定されている。適用日は、土・日・祝日と、年末年始（12月25日から1月7日まで）および夏休み（7月21日から8月31日まで）。適用日には、料金箱に、適用日であることを知らせるフラグが立てられている。なお、神姫バスでは、共同運行路線および山手線で使える。山陽バスに乗車した場合は、特15・S15・57系統のみ使える。
この制度とは、大人1人と同伴する小学生以下が2人まで料金無料となるものである。大人1人の支払いは、市バスにおいては、現金・磁気カード・ICカード・定期券いずれも可能。利用時には、運賃支払い時（すなわち下車時）に、乗務員である運転手に「エコファミリーです」と申告する必要がある。
この制度については、2003年10月から1年間の実験として行われ、2004年10月には実験が1年延長された末、2005年10月から本格導入となった。さらに2024年10月からは曜日を問わず毎日適用されるようになった。

## 営業所

### 現行営業所・操車場
- 魚崎営業所（阪急バスに業務委託） 
  - 場所…神戸市東灘区魚崎浜町32-2
  - 開設年月…
  - 担当系統…16、19、30、31、33、34、35、36、38、39
- 石屋川営業所（直営）
  - 場所…神戸市灘区弓木町1丁目2-1
  - 開設年月…
  - 担当系統…2,16, 26, 31, 32, 36, 37, 43, 90, 92, 100,102,103,106, 六甲急行バス(急行106)
- 中央営業所（直営）
  - 場所…神戸市中央区小野浜町7-65
  - 開設年月…
  - 担当系統…2, 7, 18, 29, 62, 64, 100, 101, 111, 新港町(129), 摩耶急行バス(急行180)
- 中央営業所神戸北町操車場
  - 場所…神戸市北区大原３丁目20-1
  - 担当系統…29, 62, 64, 111
- 中央南営業所（神姫バスに業務委託）
  - 場所…神戸市中央区港島4丁目6-3（神姫バス神戸営業所内）
  - 開設年月…2018年8月1日
  - 担当系統…2,18,66

- 松原営業所（阪急バスに業務委託）
  - 場所…神戸市兵庫区芦原通5丁目1-31
  - 開設年月…
  - 担当系統…3, 4, 6, 7, 9, 10, 11, 13, 25, 40, 65, 80, 81, 95, 96, 110, 112
- 落合営業所（神姫バスに業務委託）
  - 場所…神戸市須磨区東落合1丁目1-5
  - 開設年月…
  - 担当系統…5, 15, 17, 65, 66, 70, 71, 72, 73, 74, 75, 76, 77, 78, 79, 83, 84, 87, 88, 89,120, 125
- 垂水営業所（直営）
  - 場所…神戸市垂水区本多聞3丁目10-1
  - 開設年月…
  - 担当系統…50, 51, 52, 53, 54, 55, 56, 59, 161
- 清水が丘営業所 (山陽バスに業務委託)
  - 場所…神戸市垂水区清水が丘2丁目10-22 (山陽バス垂水営業所内)
  - 開設年月…2020年11月1日
  - 担当系統… 50, 51, 52, 53, 54, 55, 56, 161，121，171
- 西神営業所（神姫バスに業務委託）
  - 場所…神戸市西区竹の台1丁目407-2
  - 開設年月…
  - 担当系統…21, 22, 23, 24, 28, 41, 46, 47, 50, 51, 52, 53, 54, 55, 58,

### 廃止営業所
- 灘営業所
  - 1983年 廃止。
  - 車種…三菱
- 須磨営業所
  - 2005年 廃止。
  - 車種…いすゞ
- 有野営業所（2004年から2011年3月末までは神戸交通振興に業務委託、2011年4月1日より廃止までは阪急バスに業務委託）
  - 2013年4月限り廃止[注 5]。

## 路線
神戸市バスは、1930（昭和5）年創業時の路線である須磨 - 桜口がそうであったように、そもそもは神戸市電よりも速達性を帯びた輸送を行うべく発足したものである。これは、東西に細長い神戸市街にあって、東西の往来が路面電車では時間がかかりすぎる、という問題があったことによる。
この発展形が、戦後の急行系統である。市電よりも停車する停留所を少なくし、適宜市電を追い抜いて運行する必要からも、急行系統は市バスで開設された（市電相互の追い抜きには待避線の増設などが必要であり、現実的でない）のである。
たとえば、2001年以来欠番となっている1系統は、石屋川 - 布引 - 三宮 - 海岸 - 兵庫駅 - 板宿という長距離を結ぶ急行1系統として長年運行されていた。
また、浜手側の1系統に対し、山手側の急行として、三宮 - 山手 - 上沢 - 須磨というやはり長距離を結ぶ旧・急行9系統もあった（1985（昭和60）年の地下鉄山手線全通に伴い廃止。廃止時の区間は三宮貿易センター前 - 山手 - 上沢 - 新長田駅）。
このほか、1977（昭和52）年には、短縮された急行1系統に代わって浜手側を運行する旧・急行10系統（吉田町一丁目 - 神戸駅 - 栄町 - 三宮）も新設されている（その後急行運転をやめ、現在は廃止）も存在した。近年になって急行系統が廃れていったのは、神戸高速鉄道や市営地下鉄の開通により、市街東西方向の迅速な輸送手段が確保されたためである。現在、急行系統として運転されているのは、急行64系統（三宮 - 箕谷駅 - 神戸北町）のみとなっているが、これは新神戸トンネルを経由することで新神戸駅 - 箕谷という長距離が無停車となることを強調するため急行と表示しているもので、開設も市電全廃後である。
ただし、創業時の路線のうち、三宮 - 桜口の区間は、市電と並行していなかった。1994（平成6）年まで運行されていたこの区間（廃止時にここを経由していた系統は、三宮地区と六甲道とを結ぶ旧・17系統であった）は、国道2号を走っていた。当初市電もこの区間に路線を延伸するべく出願していたが、競願となった民間の軌道線（阪神電気鉄道国道線）が認可されて開通し、市電路線を敷設できなくなったため、市営交通をバスによって提供せざるをえなかった。同じような事情により市電でなく市バスとして開設された路線に、兵庫駅と西代とを結ぶ区間（現在81系統などが運行。こちらも、当時は山陽電気鉄道本線が併用軌道で走っていた）がある。
加えて、距離や勾配の制約から市電路線ネットワークを拡げることが難しい郊外や山麓・山岳地域に交通手段をもたらすため、路線延長がなされることになる。現在10未満の番号が付されている系統の多くが市街地の山麓部すなわち鉄道車両では往来できない急傾斜の道路を運行しており、神戸市バスの歴史および神戸市街地の歴史をうかがうことができる（神戸市バスの系統番号は、当初、路線開設順に付与していた。2・3・4・5・16・25系統は、1930年代に開設されて以来廃止されずに運行されている歴史ある路線で、いずれも、市街地山麓部と繁華街を結ぶ路線である。また、71系統も、何度かの改番（6系統など）や路線延長・変更を経てはいるが、これに該当する。なお、時代がくだるにつれ、系統番号は地区別に付けられる傾向が強くなり、新設された系統に、過去の廃止によって欠番となっていた番号が付与されることもしばしばみられる。これらの系統も、海に山が迫る神戸市街にあって、山地に阻まれて市電路線の延伸が困難であったために出現したもので、神戸らしい路線設定と言えよう。また、60番台は欠番が多く、64・65・66系統しか残っていないが、これは60番台のほとんどが2013年5月に廃止された有野営業所が担当していた路線（60・62・63・67・68・69系統）だったから。同時に阪急バスと共同運行で松原営業所担当の61系統も阪急バスの単独運行化で廃止された。
昭和40年代に市電路線が順次廃止されていくと、当然その代替系統が多数設定され、それらが中心市街をくまなく運行することとなった。このため、神戸市バスは神戸市電の廃止に伴う代替輸送機関、という印象をもつ人も少なくない。しかし、上述のように、市バスは四十年以上にわたって、輸送力の電車・速達と機動性のバス、というかたちで、市電と相互に補完しあいながら共存してきたのである。

### 現在運行されている系統および運行区間
※営業係数は平成28年度
※共用区では山陽バスとの共同運行
| 系統   | 起点                   | 主要経過地                                                                                      | 終点                     | 担当営業所                 | 営業係数 | 備考 |
| ------ | ---------------------- | ----------------------------------------------------------------------------------------------- | ------------------------ | -------------------------- | -------- | --- |
| 2      | JR六甲道・阪急六甲     | 青谷-布引-三宮                                                                                  | 元町1丁目（三宮神社）    | 中央、中央南、石屋川、松原 | 82       | |
| 3      | 吉田町1丁目            | →東尻池2-地下鉄長田駅前ー名倉町-夢野町-湊川公園-新開地-中央市場前←                              | 吉田町1丁目              | 松原                       | 142      | |
| 4      | 神戸駅前               | 新開地-兵庫駅前-西市民病院前-地下鉄長田駅前-丸山                                                | 大日丘住宅前             | 松原                       | 119      | |
| 5      | 新長田駅前             | 板宿-広畑橋                                                                                     | 妙法寺駅前・若草町       | 落合                       | 124      | |
| 6      | 松原通５丁目           | 兵庫駅-大開駅前-西市民病院前-地下鉄長田駅前-重池町-房王寺町-夢野町-新開地-柳原                  | 兵庫駅前                 | 松原                       | 188      | |
| 7      | 市民福祉交流センター前 | 三宮-山本通-諏訪山公園下-平野-夢野町2-湊川公園-新開地                                           | 神戸駅前                 | 松原、中央、中央南         | 110      | 一部は燃料電池バス（水素バス）で運行。但し火曜日は通常の車両。                                            |
| 9      | 神戸駅前               | 大学病院前-平野-湊川公園-地下鉄上沢駅前-地下鉄長田駅前-西市民病院前-兵庫駅前                    | 吉田町1丁目              | 松原                       | 129      | |
| 10     | 須磨水族園             | 駒ヶ林町-新長田駅-板宿-JR鷹取駅                                                                 | 須磨水族園               | 松原                       | 408      | |
| 11     | 神戸駅前               | 新開地→湊川公園→夢野町2→名倉町→新長田駅前                                                       | 松原通5丁目              | 松原                       | 101      | |
| 13     | 兵庫駅前               | 西市民病院前-地下鉄長田駅-鷹取団地-板宿                                                         | 新長田駅前               | 松原                       | 172      | |
| 15     | 名谷駅前               | 北須磨高校前-つつじが丘-桃山台                                                                  | 青山台                   | 落合                       | 136      | 共用区 山陽バスは一部運行経路が異なる。                                                                   |
| 16     | 阪神御影               | JR六甲道-阪急六甲-高羽町                                                                        | 六甲ケーブル下           | 魚崎、石屋川               | 82       | JR六甲道始終着便あり                                                                                      |
| 17     | 二葉町                 | 新長田駅前-地下鉄長田駅-ひよどり台                                                              | しあわせの村             | 落合                       | 170      | 近郊区 |
| 18     | 三宮駅ターミナル前     | 布引-青谷-摩耶ケーブル下ー阪急六甲                                                              | JR六甲道                 | 中央、中央南               | 126      | |
| 19     | 阪神御影               | 阪急御影-甲南医療センター前                                                                     | 鴨子ケ原                 | 魚崎                       | 84       | 平日朝に『神大附属前』先行(反時計回り)での運行便有り                                                      |
| 21     | 西神中央駅前           | 美賀多台3-かすがプラザ                                                                          | 西体育館                 | 西神                       | 104      | |
| 22     | 西神中央駅前           | 美賀多台7-春日台小学校-かすがプラザ                                                             | 西体育館                 | 西神                       | 108      | |
| 循22   | 西神中央駅前           | →美賀多台7→春日台小学校→かすがプラザ→樫野台→竹の台→                                             | 西神中央駅前             | 西神                       | 108      | |
| 23     | 西神中央駅前           | 西神工業会館                                                                                    | 西神中央駅前             | 西神                       | 105      | |
| 24     | 西神中央駅前           | 西神戸医療センター前-狩場台5                                                                    | 西神中央駅前             | 西神                       | 119      | 神姫バス（西神）と共同運行                                                                                |
| 25     | 三宮バスターミナル     | 中山手3-大竜寺-再度公園-学習の森前                                                              | 森林植物園前             | 松原                       | 149      | 近郊区 ワンステップバスで運行                                                                             |
| 26     | JR六甲道               | 六甲登山口ー篠原北町ー炭山橋                                                                    | 六甲ケーブル下           | 石屋川                     | 149      | |
| 28     | 西神中央駅前           | 竹の台-樫野台                                                                                   | 西体育館                 | 西神                       | 102      | |
| 循28   | 西神中央駅前           | ←美賀多台7←春日台小学校←かすがプラザ←樫野台←竹の台←                                             | 西神中央駅前             | 西神                       | 102      | |
| 29     | 三宮駅ターミナル前     | 税関前（デザイン・クリエイティブセンター前）-三井桟橋                                           | 摩耶埠頭                 | 中央                       | 138      | |
| 29     | 三宮駅ターミナル前     | 税関前（デザイン・クリエイティブセンター前）-摩耶埠頭-灘の浜（HAT神戸）-県立美術館前-日赤病院前 | 三宮駅ターミナル前       | 中央                       | 138      | |
| 30     | JR甲南山手・JR本山駅前 | 阪神深江-東部市場                                                                               | 東灘高校前・深江浜町     | 魚崎                       | 102      | |
| 31     | JR甲南山手             | JR本山駅前-岡本9-白鶴美術館前                                                                   | 渦森台                   | 魚崎, 石屋川               | 138      | 渦森台→岡本水道路、JR本山駅前-西岡本7の区間便有り                                                         |
| 32     | JR六甲道               | 阪急六甲-御影山手-阪急六甲                                                                      | JR六甲道                 | 石屋川                     | 96       | 山手大通始発・終着便有り                                                                                  |
| 33     | JR甲南山手             | JR本山駅前-岡本9-東灘区役所前-JR住吉駅前                                                        | 阪神御影南口             | 魚崎                       | 175      | |
| 34     | 魚崎車庫前・魚崎浜町   | 甲南市場前-JR本山駅前                                                                           | JR甲南山手               | 魚崎                       | 163      | |
| 35     | 魚崎車庫前・魚崎浜町   | 東灘区役所前-JR住吉駅前                                                                         | 阪神御影南口             | 魚崎                       | 181      | |
| 36     | 阪神御影               | JR六甲道-阪急六甲-六甲台                                                                        | 鶴甲団地                 | 魚崎、石屋川               | 77       | JR六甲道始終着・鶴甲3止り有り                                                                             |
| 37     | JR甲南山手             | 白鴎橋-北青木-東灘区役所前-JR住吉駅前-阪急御影                                                  | 御影上ノ山               | 石屋川                     | 216      | |
| 38     | 阪神御影               | JR住吉駅前-東灘区役所前-白鶴美術館前                                                            | 渦森台                   | 魚崎                       | 109      | |
| 39     | 阪神御影               | JR住吉駅前-阪急御影-甲南医療センター前                                                          | 鴨子ケ原                 | 魚崎                       | 135      | 平日朝に『神大附属前』先行便有り                                                                          |
| 40     | 神戸駅前               | 新開地-夢野2-名倉町-丸山                                                                        | 大日丘住宅前             | 松原                       | 183      | |
| 41     | 西神南駅               | 井吹台東公園→サイエンスパーク→井吹台東公園                                                      | 西神南駅                 | 西神                       |          | ※2019年４月新設                                                                                           |
| 44     | 松原通5丁目            | 新長田駅前→地下鉄長田駅前→大日丘住宅前→地下鉄長田駅前→新長田駅前                                | 松原通5丁目              | 松原                       |          | |
| 46     | 西神南駅前             | ハイテク1番→ハイテク6番                                                                         | 西神南駅前               | 西神                       | 106      | |
| 47     | 西神南駅前             | 井吹台西町                                                                                      | 西神南駅前               | 西神                       | 127      | |
| 48     | 垂水駅                 | 星陵高校前-舞子高校前-多聞東小学校前-学が丘                                                     | 学園都市駅前             | 山陽バス                   |          | 共用区 |
| 50     | 朝霧駅前               | 大門橋-本多聞3                                                                                  | 学園都市駅前             | 垂水、清水が丘、西神       | 101      | 共用区 |
| 51     | 舞子駅前               | 東舞子小学校前-星陵台-県商前-舞子高校前                                                         | 学園都市駅前             | 垂水、清水が丘、西神       | 97       | 共用区 |
| 52     | 舞子駅前               | 舞子小学校前-南多聞台-明舞センター                                                              | 朝霧駅前                 | 垂水、清水が丘、西神       | 117      | 共用区 |
| 53     | 舞子駅前               | 本多聞5-舞子高校前-学が丘                                                                       | 学園都市駅前             | 垂水、清水が丘、西神       | 85       | 共用区 |
| 54     | 舞子駅前               | 公団住宅前-多聞団地センター-本多聞3                                                             | 学園都市駅前             | 垂水、清水が丘、西神       | 92       | 共用区 |
| 55     | 朝霧駅前               | 明舞センター-神陵台                                                                             | 伊川谷高校前             | 垂水, 清水が丘, 西神       | 59       | 共用区 |
| 56     | 学園都市駅前           | 小束山6-小束山小学校                                                                            | 学園緑が丘               | 垂水、清水が丘、西神       | 71       | 共用区 |
| 57     | 垂水東口               | 王居殿3－青山－大谷公園北－塩屋大谷－垂水東中学校前－王居殿3                                    | 垂水東口                 | 清水が丘                   | 121      | 共用区 |
| 58     | 朝霧駅前               | 明舞センター-神陵台-伊川谷高校前                                                                | 伊川谷駅前               | 西神                       | 81       | 近郊区 |
| 59     | 垂水駅                 | 星陵台-舞子台                                                                                   | 舞子駅前                 | 垂水                       | 65       | 共用区 |
| 64     | 三宮駅ターミナル前     | 新神戸駅前-（新神戸トンネル）-箕谷                                                              | 神戸北町                 | 中央                       | 91       | 近郊区 |
| 65     | 神戸駅前               | 新開地-湊川公園-菊水町10                                                                        | ひよどり台               | 落合, 松原                 | 128      | |
| 66     | 貿易センター前         | 三宮-（山麓バイパス）-ひよどり台                                                                | しあわせの村             | 落合、中央南               | 106      | 近郊区 |
| 70     | 名谷駅前               | 落合団地前-白川台センター前                                                                     | 白川台                   | 落合                       | 77       | |
| 71     | 須磨一の谷             | 須磨駅前-離宮公園前-高倉台南口-奥須磨公園前-多井畑厄神-友が丘                                   | 北須磨団地               | 落合                       | 240      | 神姫バス（明石）と共同運行                                                                                |
| 72     | 須磨一の谷             | 須磨駅前-離宮公園前-下畑-多井畑厄神-奥須磨公園前-高倉台南口                                     | 須磨一の谷               | 落合                       | 177      | |
| 73     | 名谷駅前               | 北須磨団地-友が丘                                                                               | 妙法寺駅前               | 落合                       | 84       | |
| 74     | 名谷駅前               | 北須磨団地-友が丘-奥須磨公園前-多井畑厄神-下畑                                                  | 柏台                     | 落合                       | 174      | |
| 75     | 須磨一の谷             | 須磨駅前-離宮公園前-高倉台南口-高倉台                                                           | 妙法寺駅前               | 落合                       | 101      | 神姫バス（明石）と共同運行                                                                                |
| 区75   | JR鷹取駅               | 須磨区役所前                                                                                    | 妙法寺駅前               | 落合                       | 101      | 神姫バス（明石）と共同運行                                                                                |
| 76     | 名谷駅前               | 名谷公園前-神の谷小学校前-神戸医療センター前                                                    | 名谷駅前                 | 落合                       | 63       | |
| 77     | 名谷駅前               | 須磨東高校前→白川台4→北落合2                                                                    | 名谷駅前                 | 落合                       | 64       | |
| 78     | 名谷駅前               | 竜が台7→南落合4→須磨東高校前                                                                    | 名谷駅前                 | 落合                       | 94       | |
| 79     | 名谷駅前               | 落合団地前-若草町                                                                               | 東白川台                 | 落合                       | 109      | |
| 80     | 高尾台                 | 天井川-大田町2-新長田駅前                                                                       | 高尾台                   | 松原                       | 479      | |
| 81     | 須磨一の谷             | 須磨水族園→新長田駅前→須磨水族園                                                                | 須磨一の谷               | 松原                       | 220      | |
| 83     | 名谷駅前               | 北落合-神戸医療センター                                                                         | 名谷駅前                 | 落合                       | 94       | |
| 84     | 名谷駅前               | 清水台                                                                                          | 若草町                   | 落合                       | 125      | |
| 87     | 妙法寺駅前             | 緑が丘1-機動隊前-ひよどり台南町2-ひよどり台1                                                    | ひよどり台・しあわせの村 | 落合                       | 158      | 近郊区 |
| 88     | 妙法寺駅前             | 多井畑厄神→清玄町→多井畑厄神                                                                    | 妙法寺駅前               | 落合                       | 150      | |
| 92     | 石屋川・石屋川車庫前   | 王子動物園前-布引-三宮                                                                          | 元町1丁目（三宮神社）    | 石屋川                     | 97       | |
| 96     | 神戸駅前               | 七宮町→中央市場前                                                                               | 松原通5丁目              | 松原                       | 324      | |
| 100    | JR六甲道               | 阪急王子公園-JR灘駅-県立美術館前-日赤病院前-HAT神戸・灘の浜-JR灘駅-阪急王子公園                 | JR六甲道                 | 石屋川                     | 181      | |
| 101    | 三宮駅ターミナル前     | →若菜通5→日暮通2→筒井住宅南→県立美術館前→日赤病院前→脇の浜住宅西                                | 三宮駅ターミナル前       | 中央                       | 235      | 第5突堤止り有り                                                                                           |
| 101    | 三宮駅ターミナル前     | ←国香通5←阪急春日野道←筒井住宅前←県立美術館前←日赤病院前←脇の浜住宅西                           | 三宮駅ターミナル前       | 中央                       | 235      | 第5突堤止り有り                                                                                           |
| 102    | JR六甲道               | 水道筋-摩耶ケーブル下-美野丘小学校前-水道筋                                                     | JR六甲道                 | 石屋川                     | 297      | |
| 103    | JR六甲道               | 西郷-阪神大石-将軍通-阪神大石-浜街道                                                            | JR六甲道                 | 石屋川                     | 368      | |
| 106    | JR六甲道               | 阪急六甲-高羽町-鶴甲2                                                                           | 六甲ケーブル下           | 石屋川                     | 100      | |
| 110    | 神戸駅前               | 大学病院前-名倉町-板宿                                                                          | JR鷹取駅                 | 松原                       | 161      | |
| 111    | 箕谷駅前               | 山田小学校前-丹生神社前                                                                         | 衝原                     | 中央                       | 423      | 近郊区 |
| 112    | 神戸駅前               | 平野-育英高校前-前池橋-天井川                                                                   | JR鷹取駅                 | 松原                       | 158      | |
| 120    | 名谷駅前               | 落合団地前-ひよどり台                                                                           | しあわせの村             | 落合                       | 174      | 近郊区 |
| 121    | 学園都市駅前           | 学が丘-掖済会病院前-西部障害者センター                                                          | 学園都市駅前             | 清水が丘                   | 240      | 共用区 |
| 125    | 妙法寺駅前             | →車竹ノ下-若草町-若草小学校前-清水台←                                                           | 妙法寺駅前               | 落合                       | 79       | |
| 161    | 学園都市駅前           | 小束台-舞多聞西5-舞多聞口                                                                       | 学園都市駅前             | 垂水、清水が丘、西神       | 188      | 共用区 |
| 171    | 垂水駅                 | 星陵高校前-掖済会病院前-多聞東小学校-学が丘                                                     | 学園都市駅前             | 清水が丘                   | 92       | 共用区 |
| 191    | 舞子駅前               | 舞子小学校前→西部障害者センター→掖済会病院前→舞子小学校前                                       | 舞子駅前                 | 山陽バス                   |          | 共用区 |
| 新港町 | 三宮駅前               | 神戸ポートオアシス → 新港町 → 神戸市立博物館前 → 京町筋                                         | 三宮駅前                 | 中央                       |          | 神姫バス（神戸）と共同運行 市バスのみ燃料電池バス（水素バス）で運行。但し火曜日は通常の車両。新港町止あり |

## 車輌

### 概説
古くから三菱ふそう、いすゞ、日野の各シャーシメーカーのバスを購入している。また、1992年から大型車については多くが高出力車（270ps - 300ps級）で導入している。
車体は、かつては様々なメーカーが担当しており、西工車体は全てのメーカーで採用された他、ふそう車といすゞ車については、三菱、呉羽または川崎の純正車体を多く採用していたのに対し、日野車については、帝国、金沢車体の純正車体の他、富士重工や川崎ボデーなど、様々なメーカーの車体を採用していた。
その後、1975年度から2000年度までは、一部の特殊車両（ノンステップバスなど）を除き、営業所ごとに導入する車両メーカーが整理され、魚崎・石屋川・落合が三菱ふそう（純正車体）、中央・須磨がいすゞ（純正車体）、松原が日野（西工）、垂水・西神が日野（純正車体）をそれぞれ導入し、その後は松原のCNG車を皮切りに日産ディーゼル/UDトラックス（富士重工または西工）の導入が始まり、以後UDは特殊車両（ノンステップバスなど）を担当するという方式が長らく続いた。
しかし入札制度の改革により、2001年度より東部地区・西部地区ごと、さらに2008年度からは直営・委託ごとの入札に改められたため、これまでの営業所ごとに特定メーカーから固定的に購入していた時とは異なり他メーカーの車輌が導入されるようになった為、車両だけでは所属営業所を判断できなくなった。この入札制度は2011年にさらに変更がなされ、大型その1（中央・垂水）・大型その2（魚崎・石屋川・有野）・大型その3（落合・松原・西神）と3回に分けられており、再び直営・委託の別による分類が破られている。
2016年以降の新車導入は基本的にいすゞ製のみとなり、いすゞ以外の車両の導入は、ラインナップのない小型車と水素バスのみとなっている。
1990年代前半まで61系統がツーマン路線として運行されていた為、須磨所属車には、前中扉のワンマン・ツーマン兼用車が配置されていたほか、ツーマン専用車の乗降扉を移設・追加して、ワンマン専用車に改造した車両も存在した。
この他、ボンネットバス「こべっこII世号」が在籍している。もともと神戸市が保有していたボンネットバス「こべっこ号」が排ガス規制の関係で運行出来なくなったため、いすゞ・フォワードのシャーシを使用した、ほぼ同じ形状のバスを京成自動車工業に特注で作らせ、イベントなどで使用している。詳細は当該記事を参照のこと。

#### 塗装
塗装については、1950年代末より白と濃緑色のツートン塗装が採用されている。この白と濃緑色の2色は、白が神戸市街の清潔感を、濃緑色は六甲山などのいわゆる「背山」の緑がしたたる様子をそれぞれ表現・イメージしたものである。また、塗り分け方にも特徴があり、車体前面および後面には神戸市章を構成する2個の半円をアレンジしたデザインが、車体の両側面には神戸市に縁の深い楠木正成（大楠公）の旗印であった「菊水紋」（図参照）の水の流れのデザインがそれぞれ採用されている。
この塗装は採用以来、車体後部の塗分けが多少変更になり、緑色が少し薄くなった程度の変更を除き大規模な変更はされてこなかった。しかし1998年（平成10年）にノンステップバスが導入されたのを契機に、ノンステップ車両について、乗客に一目でノンステップバスが来たことが解るようにするなどの目的から、従来は濃緑色だった緑色が明るい黄緑色（ライト・グリーン）に変更された。現在は車両の更新が進んでノンステップ車両が増加していることもあり、この「ノンステップバス色」をまとった車両が増加している。初期のノンステップバスには正面に交通局章に代わって「愛の輪運動」のシンボルマークが記されていたが、2007年度導入車より交通局章に戻っている。
この他、数台規模の小規模な変更ではあるが、独自塗装が導入されたこともある。例えば、61系統専用車は山間部の狭隘路を通るため、対向車からの視認性を向上させる目的で、前面に警戒色のオレンジを入れたデザインが採用されていたほか、2001年7月まで運行されていた10系統「かもめライン」（都市新バスシステム導入路線）専用車では、白・ライトグリーン・スカイブルーの3色を使用した塗装が施されていた（いずれも現在は廃止・消滅）。64系統で2000年に導入のロングボディ車では青地に流れ星が描かれた塗装となり、「流星号」と名付けられた。また、現在でも37系統などの一部路線で専用される車両ではオリジナルの塗装を施したものがある。

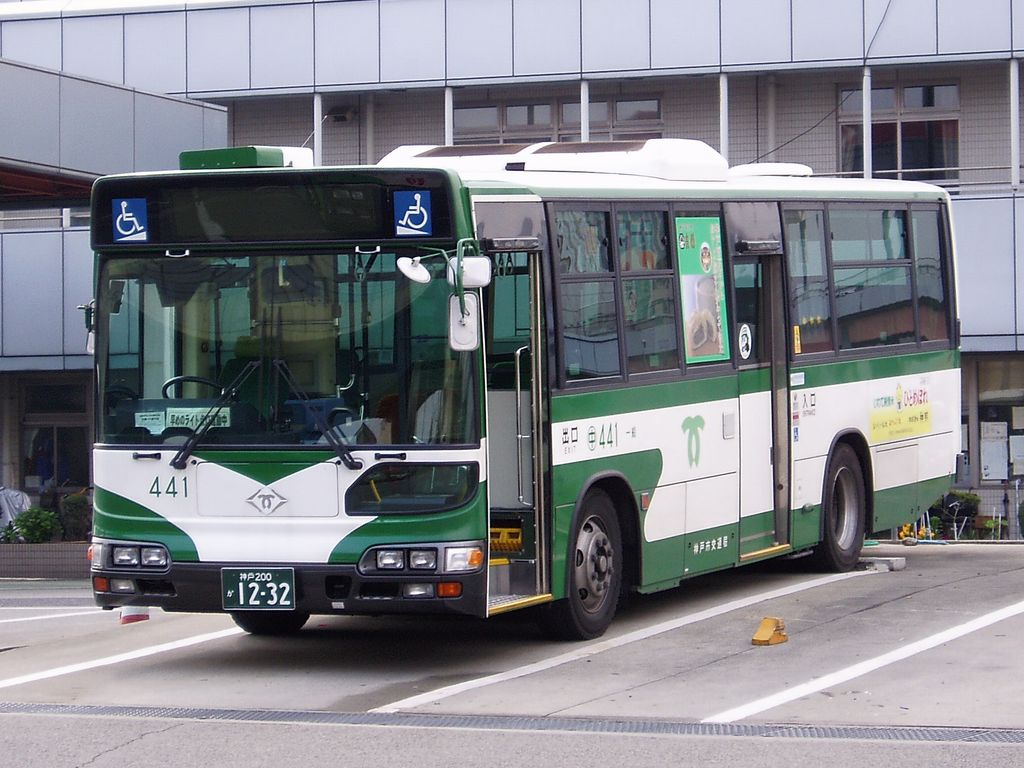
標準色 中央営業所441
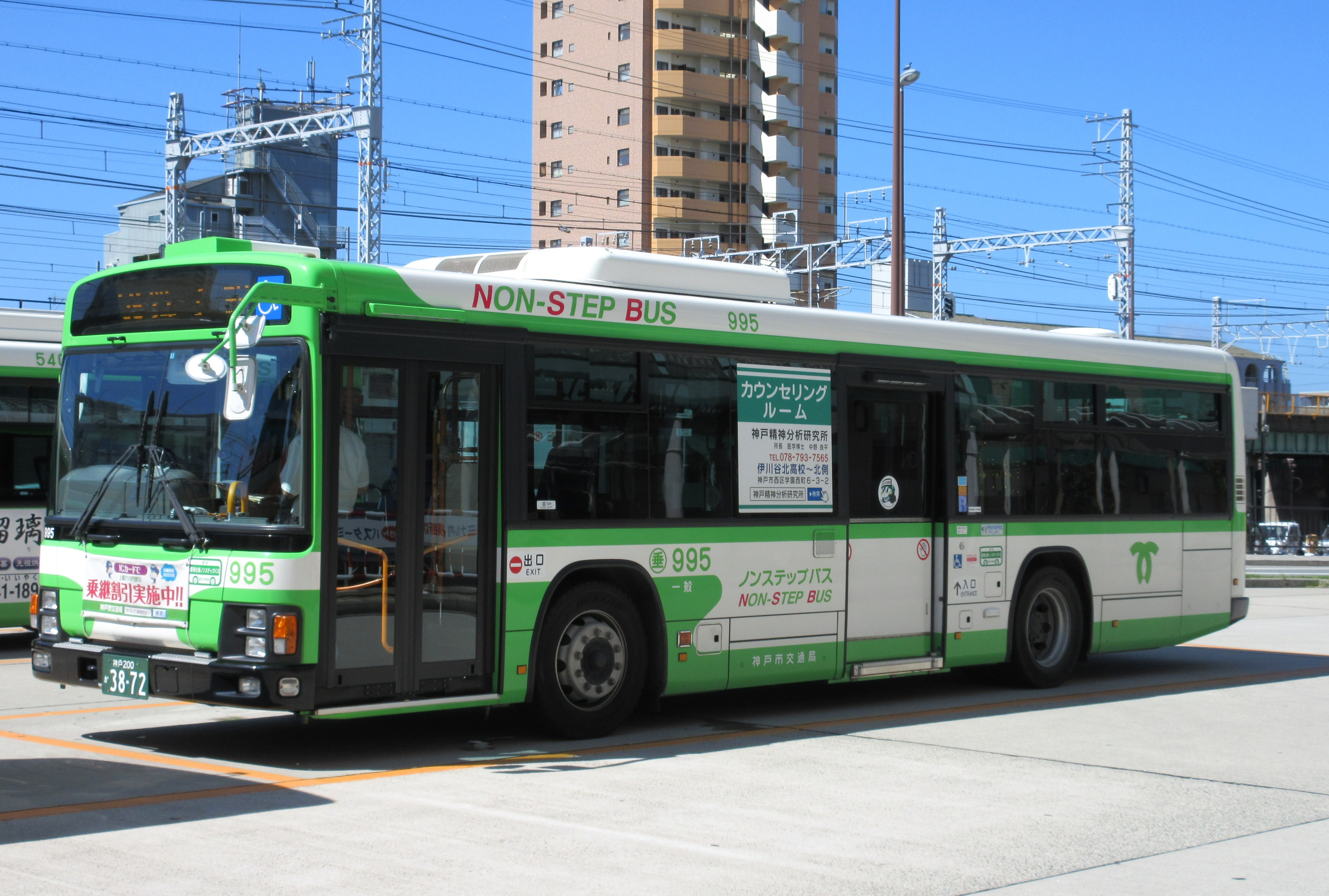
ノンステップバス色 緑色が明るい
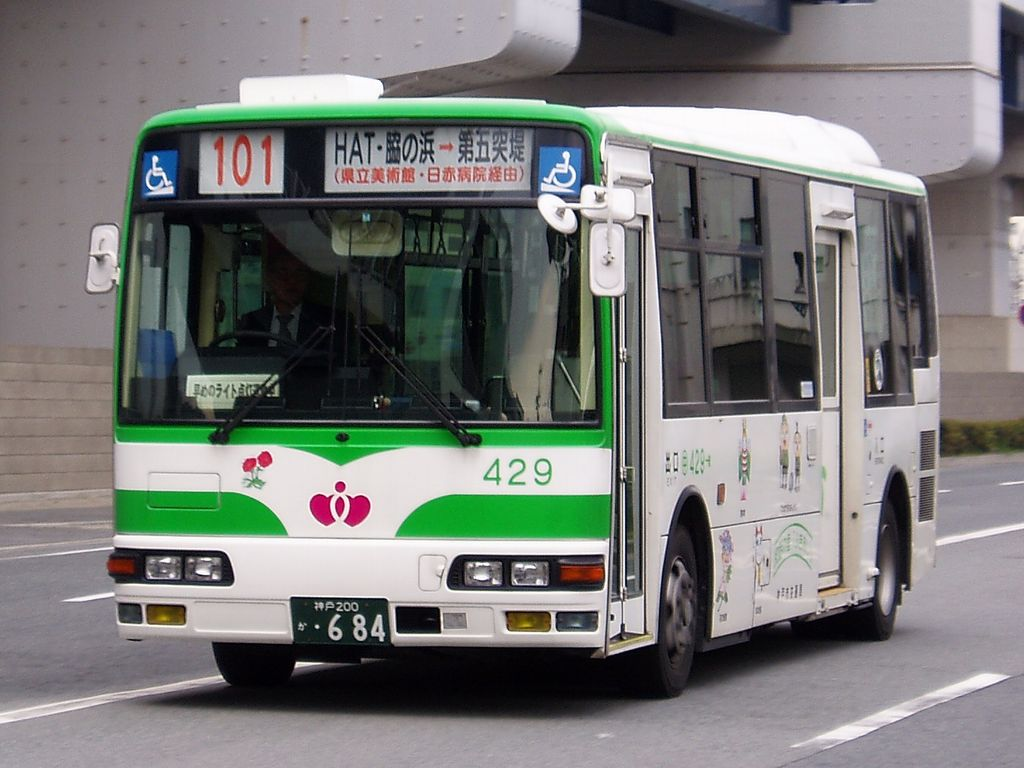
101系統専用車のオリジナル塗装 中央営業所429
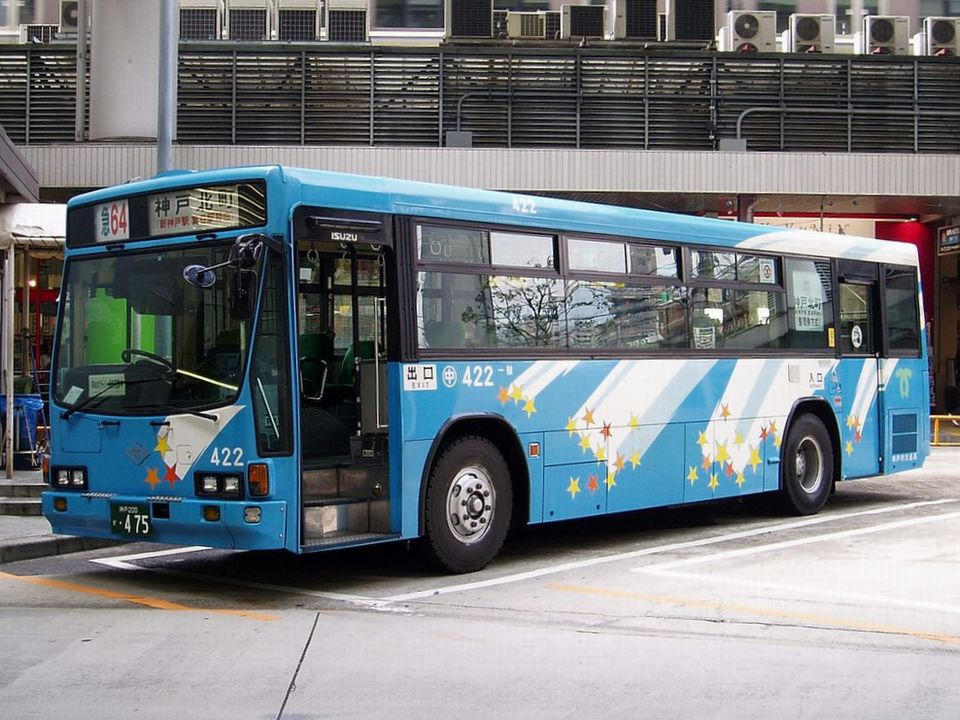
64系統専用車のオリジナル塗装 中央営業所422
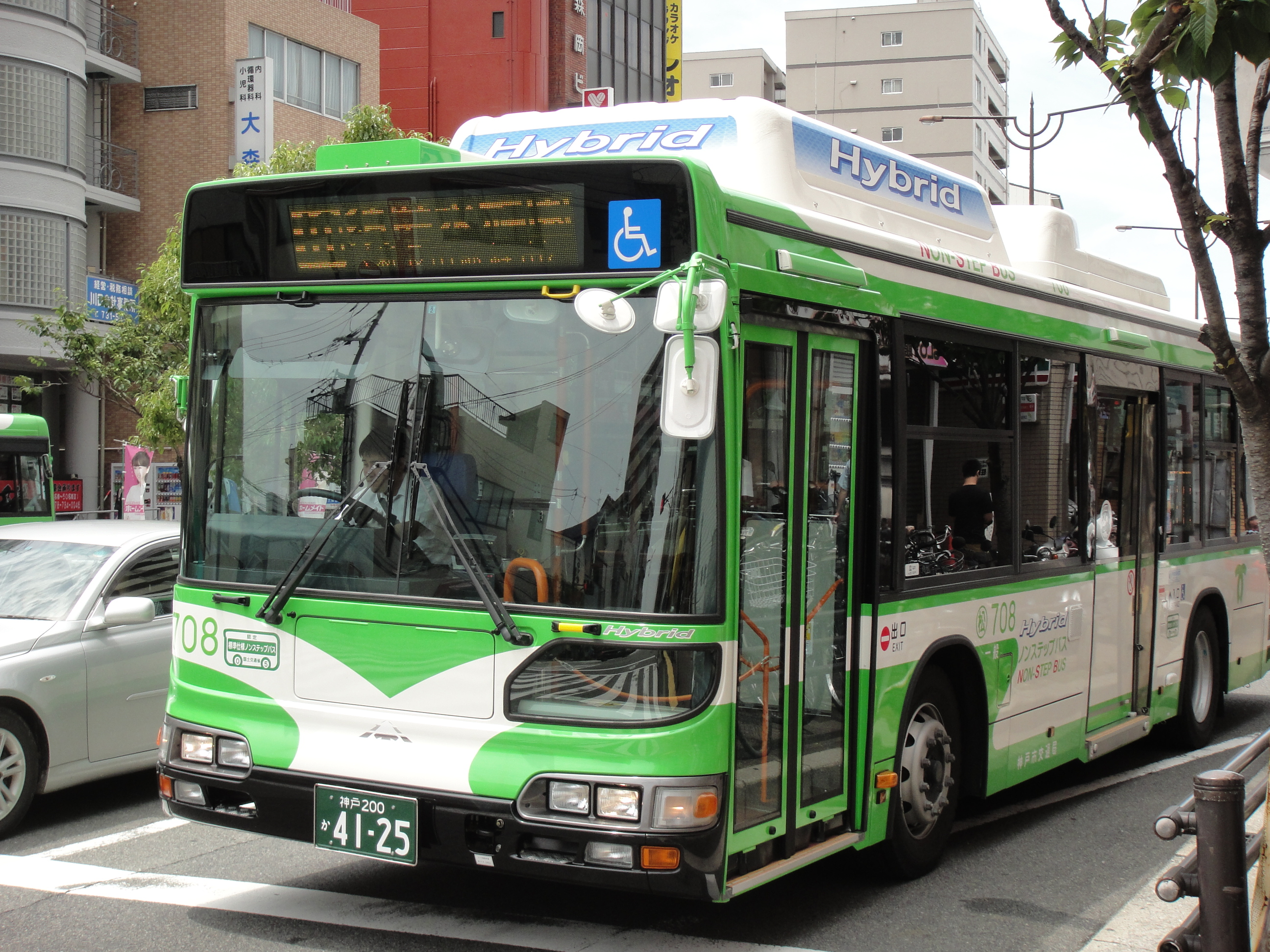
ハイブリッドバス 松原営業所708
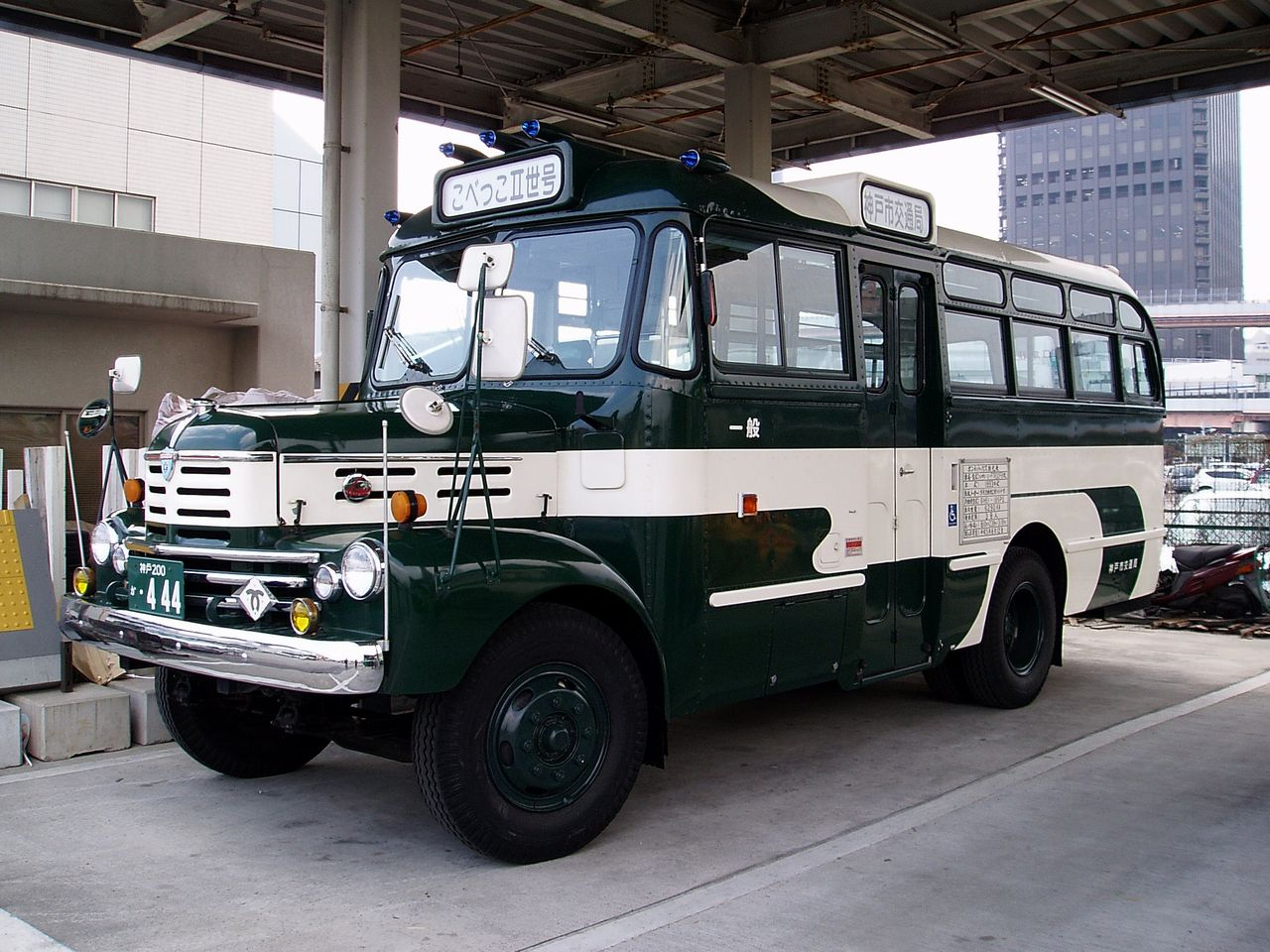
こべっこII世号

### 局番について
神戸市バスの車両には、1台ごとに局番と呼ばれる番号が付与されている。
漢字1文字（丸囲み）+3桁の数字で構成される。
- 漢字は営業所を表す。
  - 魚：魚崎営業所
  - 灘：灘営業所(1983年閉所)
  - 石：石屋川営業所
  - 布：布引営業所(1993年閉所)
  - 中：中央営業所
  - 南：中央南営業所
  - 有：有野営業所(2013年閉所)
  - 松：松原営業所
  - 須：須磨営業所(2005年閉所)
  - 落：落合営業所
  - 垂：垂水営業所
  - 清: 清水が丘営業所
  - 西：西神営業所

番号については、以下のルールにより付与されている。
1964年までは、陸運局に車両登録した際の車両登録番号の下3桁を局番として使用していた。
1965年からは、予め車両メーカー毎に登録番号が割り当てられる様になり、いすゞ車は「神戸2き･･･1」、日野車は「神戸2き･701」、ふそう車は「神戸2き11-01」からの番号が割り当てられ、局番も新車から新たなルールで付与される様になった。
1970年、車両登録番号の割り当て制度は廃止されたが、局番は、車両メーカーごとにそれまでの番号を継続して付与された。
1976年、ふそう車の局番のみ1001番台（のち001番台）からの付与に変更され、2001年に車両購入ルールが変更されて入札制になるまで、以下の様に局番を使用していた。またかつては営業所ごとに所属する車両メーカーが分けられていた為、局番を見れば車両メーカーの区別を付ける事が出来た。
- 000番,100番,200番台：三菱ふそう（魚崎・石屋川・落合・灘）
- 300番,400番,500番台：いすゞ（中央・須磨・有野）
- 700番,800番,900番台：日野（松原・垂水・西神[玉津]）

日産ディーゼル車では当初より配置先の営業所に応じた番台が与えられ、2001年度より入札制度による車両購入に変更されてからは各車種とも営業所ごとの連番となっている。他の営業所へ転属した際も改番は行われず、新車導入時の局番で表されている。600番台は定期観光バスなどに使用されていたもので、シティー・ループ車や神戸交通振興の一般路線バス車にも使用されている。

### 転属
ダイヤ改正ごとに担当営業所が変更された場合、営業所間で車両の転属が行われる。特に、魚崎と石屋川の間では頻繁に行われている。
また、直営営業所で扱われにくい車両を委託営業所にまわし、直営営業所に運転しやすい車両を転属する例が多くある。（ハイブリッド車やMT車、初期型のAT車、ふそうのAT車は特に対象になりやすい。）

### 車両の代替周期
市バス車両の代替周期は、排気ガス規制のKC-適用車までは使用車種規制の絡みで12年前後となっていたが、KL-適用車以降の代替周期は18年へと延長された。しかし、財政難であるため、実際は18年が経過した車両の全面置き換えには至っていない。

### 廃車車両の譲渡
廃車車両のうち、一部は全国の地方事業者へ譲渡された。
譲渡先のバス会社は以下の通り。
- 琉球バス交通
- 静岡鉄道（現しずてつジャストライン）
- アルピコ交通（松本電鉄バス）
- 神戸フェリーバス
- 宮城交通 - ただし、ソフトバンクモバイルの送迎用車両となる。
- グリーンピア三木
- 神姫バス
- 阪急バス
- 富山地方鉄道
- 京阪京都交通
- プリンセスライン
- 中鉄バス
- 中国バス
- ことでんバス
- ジェイアール四国バス
- 九州産交バス
- 熊本電気鉄道
- いわさきバスネットワーク
- 鹿児島交通
- ドライビングサービス（岐阜競輪場送迎バス）→京福バス
- 龍神自動車

このうち神姫バスと阪急バスは神戸市バスの路線撤退に伴う車両の余剰化による転属のみ。また、一部の車両はミャンマーなど海外へも輸出されている。